# 布里克吉尼韋爾山

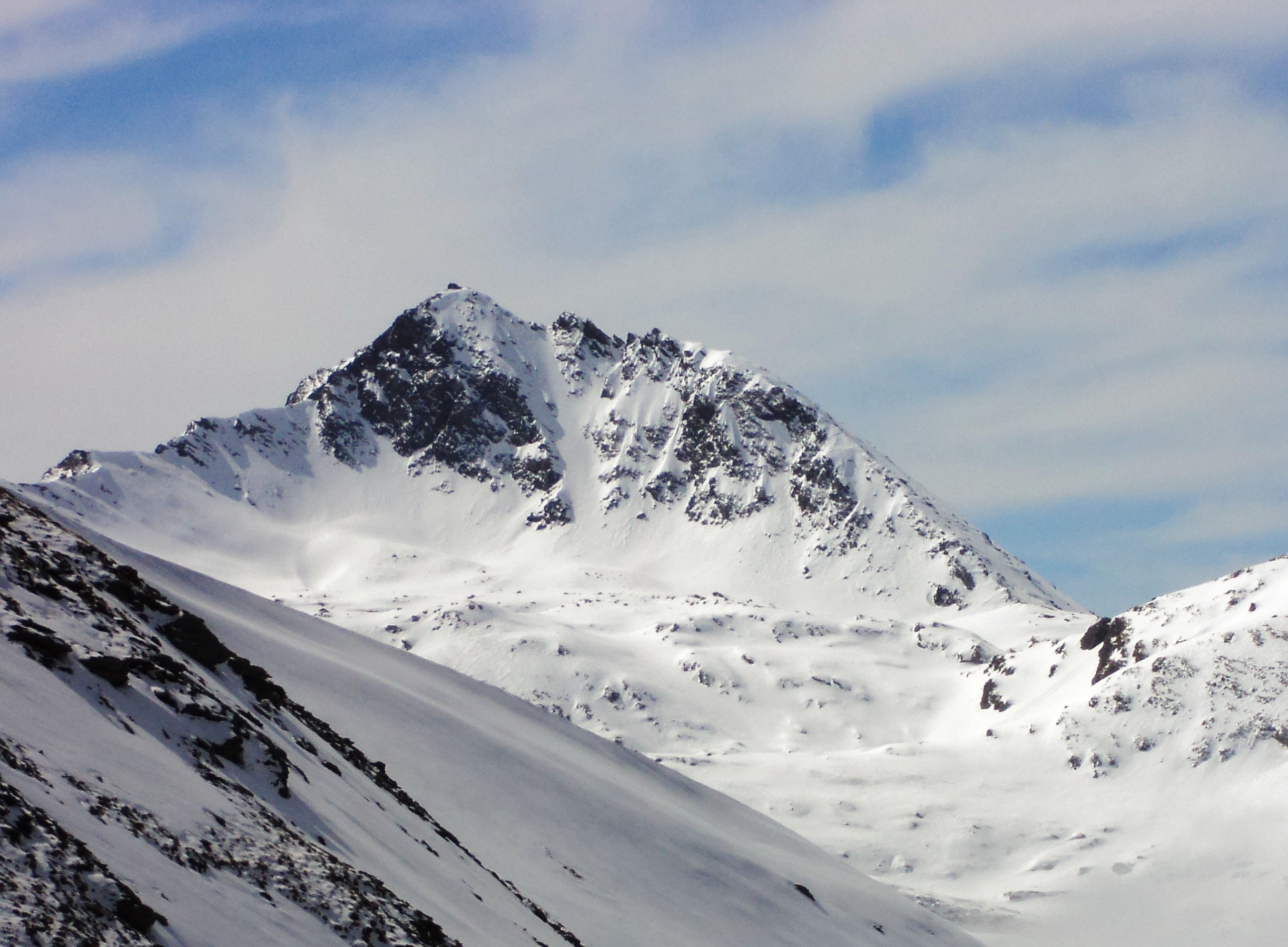

44°57′04.77″N 06°59′27.71″E / 44.9513250°N 6.9910306°E
布里克吉尼韋爾山（義大利語：Bric Ghinivert），是意大利的山峰，位於該國西北部，由皮埃蒙特大區負責管轄，屬於科蒂安阿爾卑斯山脈的一部分，海拔高度3,037米。